# Szampo-generáció
| Koreai név               | Generáció                                         | Lemon- dások száma | Lemondott lehetőségek |
| ------------------------ | ------------------------------------------------- | ------------------ | --------------------- |
| Sampo sedae              | Három lemondó generáció                           | 1                  | Udvarlás              |
| Sampo sedae              | Három lemondó generáció                           | 2                  | Házasság              |
| Sampo sedae              | Három lemondó generáció                           | 3                  | Gyerekvállalás        |
| Opo sedae                | Öt lemondó generáció                              | 4                  | Munkavállalás         |
| Opo sedae                | Öt lemondó generáció                              | 5                  | Saját otthon          |
| Chilpo sedae             | Hét lemondó generáció                             | 6                  | Személyes kapcsolatok |
| Chilpo sedae             | Hét lemondó generáció                             | 7                  | Remény                |
| Gupo sedae               | Kilenc lemondó generáció                          | 8                  | Egészség              |
| Gupo sedae               | Kilenc lemondó generáció                          | 9                  | Fizikai egészség      |
| Sippo sedae/ Wanpo sedae | Tíz lemondó generáció/ Teljesen lemondó generáció | 10                 | Élet                  |

A szampo-generáció (koreaiul: 삼포세대; hanja: 三抛世代; RR: samposedae, „Három lemondó generáció”) egy neologizmus Dél-Koreában, amely arra a generációra utal, amely lemond az udvarlásról, a házasságról és a gyermekvállalásról. Dél-Koreában a fiatal generáció tagjai közül sokan lemondtak erről a három dologról a társadalmi nyomás és az olyan gazdasági problémák miatt, mint a növekvő megélhetési költségek, a tandíjfizetés és a megfizethető lakások szűkössége. Létezik az opo sedae vagy „öt lemondó generáció” is, amely ugyanezt a hármat veszi alapul, és hozzáadja a munkavállalást és a lakástulajdont is. A chilpo sedae („hét lemondó generáció”) magában foglalja a személyek közötti kapcsolatokat és a reményt, míg a gupo sedae („kilenc lemondó generáció”) a fizikai egészségre és a megjelenésre is kiterjed. Végül a sippo sedae („tíz lemondó generáció”) vagy wanpo sedae („teljes lemondó generáció”) az életről való lemondásban csúcsosodik ki. A szampo-nemzedék hasonló a japán szatori-generációhoz.

## A házasság új gazdaságtana
Ami ezt a kifejezést illeti, a koreai házassági trendek változnak. A Duo házassági tanácsadó cég szerint a megkérdezett 1446 nő több mint 34 százaléka a pénzügyi képességeket és a munkát helyezte előtérbe a jövendőbeli férj kiválasztásakor, majd 30 százalékuk a személyiséget, 9 százalékuk pedig a külsőt tartotta a legfontosabbnak. A modern társadalomban a szingliség vitathatatlanul nagyobb problémává vált, mint a munkanélküliség, és nem azért, mert az emberek nem találták meg az igazit, hanem azért, mert nincs meg a gazdasági erejük a házasságkötéshez és a családalapításhoz.